# Jindřich Teuchner
Jindřich Teuchner, podle úředních dokladů Jindřich Teichner (29. října 1901 Slepotice – 23. prosince 1985 Prosečnice) byl český básník.

## Život
Narodil se jako nemanželský syn Jindřicha Teichnera (1876—??), zřízence dráhy v Plzni a Marie Jiroutové (1878—??). Jindřich Teichner se v roce 1902 se s Marií Jiroutovou oženil a syna legitimizoval. Vyrůstal v chudých poměrech, v osmičlenné rodině, která se často stěhovala. V říjnu 1907 došlo k vykolejení vlaku, při kterém byl otec Jindřich Teichner těžce zraněn a byla mu amputována noha v podkolení.
Vyučil se v Praze typografem a od roku 1921 byl sazečem, grafickým dělníkem a typografem. Chorobu z povolání (přiotrávení olovem) léčil opakovaně u moře v Dalmácii a v horách. Podle vlastního tvrzení procestoval Sovětský svaz, o své cestě do Francie vydal v roce 1934 bibliofilii.
Mezi jeho přátele patřili Konstantin Biebl, Jiří Karásek ze Lvovic, Emanuel Lešehrad a Ivan Olbracht. V roce 1942 se oženil, od roku 1945 byl členem Syndikátu českých spisovatelů. Zemřel v tuberkulózní léčebně.

## Dílo
Dílo Jindřicha Teuchnera bylo ovlivněno prózami Jiřího Karáska ze Lvovic. Často vyzdoboval svá díla, převážně vytištěná bibliofilsky, svými grafikami nebo grafikami významných umělců. (Frontispis Teuchnerova díla Lazar - zápas s andělem vyzdobil František Tichý.)

### Knižní vydání
- Mořský kostel (báseň v próze, Brno, Arno Sáňka, 1930)
- Hudba vrcholného léta (V Praze, Václav Lácha, 1935)
- Panna a satanáš, andělský zápas blankytné něhy v legendě jižní (legenda ovlivněná Jaroslavem Durychem, s doslovem Jiřího Karáska ze Lvovic, kresba autor, V Praze, Ladislav Kuncíř, 1943)
- Krása země bojuje, rozprava a klanění se (oslava rodné země umístěná do Orlických hor, v Praze, Česká grafická Unie, 1945)
- Lazar, zápas s andělem nad jedovatým lékem o jiskřivý život v boží dlani (báseň Jindřicha Teuchnera, ilustroval Franta Tichý, Praha, Václav Lácha, 1947)
- Pohádky s Andersenem (Volně vypravuje Jindřich Teuchner, dřevoryty vyzd. Jaroslav Lukavský, Praha, Československý spisovatel, 1950)
- Mořský kostel; Panna a satanáš, andělský zápas blankytné něhy v legendě jižní (doslov Jiří Karásek ze Lvovic a Gustav Erhart, Praha, Dybbuk, 2012)

### Příspěvky v časopisech
Pod svým jménem nebo pseudonymem Jiroutka přispíval do časopisů Lumír, Fronta, a j., .

## Zajímavost
V pohnutých dobách těsně před Mnichovskou dohodou a vznikem Druhé republiky vyjádřil Jindřich Teuchner svůj vztah ke Slovensku v poetickém textu Krása a mohutnost slovenských hor (vyšlo 17. 9. 1938).